# Mats Svensson
Mats Svensson   (Borås, 28 d'abril de 1943) és un nedador suec, ja retirat, especialista en estil lliure, que va competir durant la dècada de 1960.
El 1964 va prendre part en els Jocs Olímpics d'Estiu de Tòquio, on va disputar dues proves del programa de natació. Fou cinquè en els 4x100 metres lliures, mentre en els 400 metres lliures quedà eliminat en semifinals.
En el seu palmarès destaquen una medalla d'or i una de bronze al Campionat d'Europa de natació de 1962.